# Frankfurt am Main Flughafen Fernbahnhof
Der 1999 eröffnete Bahnhof Frankfurt am Main Flughafen Fernbahnhof ist der größte Flughafenbahnhof Deutschlands mit täglich etwa 23.000 Reisenden. Er wurde im Norden des Frankfurter Flughafens als Ergänzung zu dem bereits vorhandenen Bahnhof, jetzt Frankfurt am Main Flughafen Regionalbf genannt, gebaut. Er entstand im Rahmen der 2002 in Betrieb genommenen Schnellfahrstrecke Köln–Rhein/Main.
Im Jahr 2009 hielten täglich 210 Fernzüge am Bahnhof, davon 185 ICE. 2012 ging die Zahl auf täglich 174 Halte von Hochgeschwindigkeitszügen zurück. Diese beförderten insgesamt mehr als 5,6 Millionen Fahrgäste. Für 2014 wurden wiederum 210 werktägliche Fernzughalte genannt.
2015 nutzten täglich rund 30.000 Personen den Bahnhof. Laut Angaben des Flughafens von Anfang 2015 kommen 17,6 Prozent der Flugreisenden mit Fernzügen an.
Er war bei seiner Eröffnung der einzige Bahnhof der Deutschen Bahn, in dem planmäßig ausschließlich Fernzüge hielten.

## Ausgestaltung und Lage

Einbindung in das Schienennetz der Deutschen Bahn

Der Bahnhof liegt zwischen dem Frankfurter-Kreuz-Tunnel im Osten, der die Verbindung Richtung Frankfurt (Main) Hauptbahnhof und Mannheim herstellt, und dem Tunnel Kelsterbacher Spange im Westen, dem Beginn des Schnellfahrabschnitts der Neubaustrecke.
Das 660 Meter lange und bis zu 55 Meter breite Bahnhofsgebäude wurde von BRT Architekten (Bothe, Richter, Teherani) entworfen. Nach knapp vier Jahren Bauzeit wurde es im Jahr 1999 eröffnet. Der gesamte Bahnhof ist nach außen hin verglast und wirkt offen. Den oberen Abschluss in 12,5 Metern Höhe bildet eine 30 Zentimeter dicke Stahlbetonplatte von rund 34.000 Quadratmetern Grundfläche. Die Platte liegt auf stählernen Längsträgern, die ihre Lasten auf 4,5 Meter hohen Fachwerkträgern abtragen. Diese überspannen den Bahnhof in Querrichtung mit einer maximalen Stützweite von etwa 50 Metern und sind in einem Abstand von 15 Metern angeordnet. Die Fachwerkträger sind statisch für eine nachträgliche, bis zu achtgeschossige Bebauung ausgelegt. Die maximale Belastbarkeit der Stahlbetonplatte (E3, B55) liegt bei 700 Kilogramm je Quadratmeter.
Bis Anfang 2007 befand sich über dem Bahnhof in Gebäudemitte nur eine große Öffnung mit einer zweiachsig gekrümmten Glaskuppel. Diese hat eine maximale Höhe von 15 Metern bei einer Länge von 135 Metern und einer Breite von 40 Metern.
Der Bahnhof verfügt über zwei Richtungsbahnsteige als Mittelbahnsteig mit je zwei Gleisen. Die Gleise tragen die Nummern „Fern 4“ bis „Fern 7“, schließen sich damit an die Nummern 1 bis 3 des seit 1972 existierenden Regionalbahnhofs an. Von Gleis 6 und 7 verkehren planmäßig Züge Richtung Mainz und Köln, von Gleis 4 und 5 Richtung Haupt- bzw. Südbahnhof bzw. über die Riedbahn Richtung Mannheim. In den Nachtstunden halten einige S-Bahnzüge am Fernbahnhof anstatt am Regionalbahnhof.
Der Fernbahnhof liegt rund 200 Meter vom Terminal 1 entfernt, zwischen der Bundesautobahn 3 und der parallel dazu verlaufenden Bundesstraße 43. Zur Verbindung des Bahnhofsgebäudes mit dem Terminal 1 wurde ein 200 Meter langer und bis zu 80 Meter breiter Verbindungsgang errichtet. Dieser nimmt Gehwege und Fahrsteige, Check-in-Schalter, Gepäckdurchleuchtung und verschiedene Geschäfte auf. Es gibt im Moment keine direkte Verbindung zu Terminal 2, aber ab 2026 soll der Fernbahnhof einen eigenen Anschluss an das SkyLine-System bekommen.
Im Zwischengeschoss, zwischen Bahnsteig- und Verteilerebene, gibt es unter anderem eine DB Lounge für Reisende erster Klasse und Vielfahrer. Diese kann auch per Aufzug direkt vom Bahnsteig 6/7 erreicht werden.

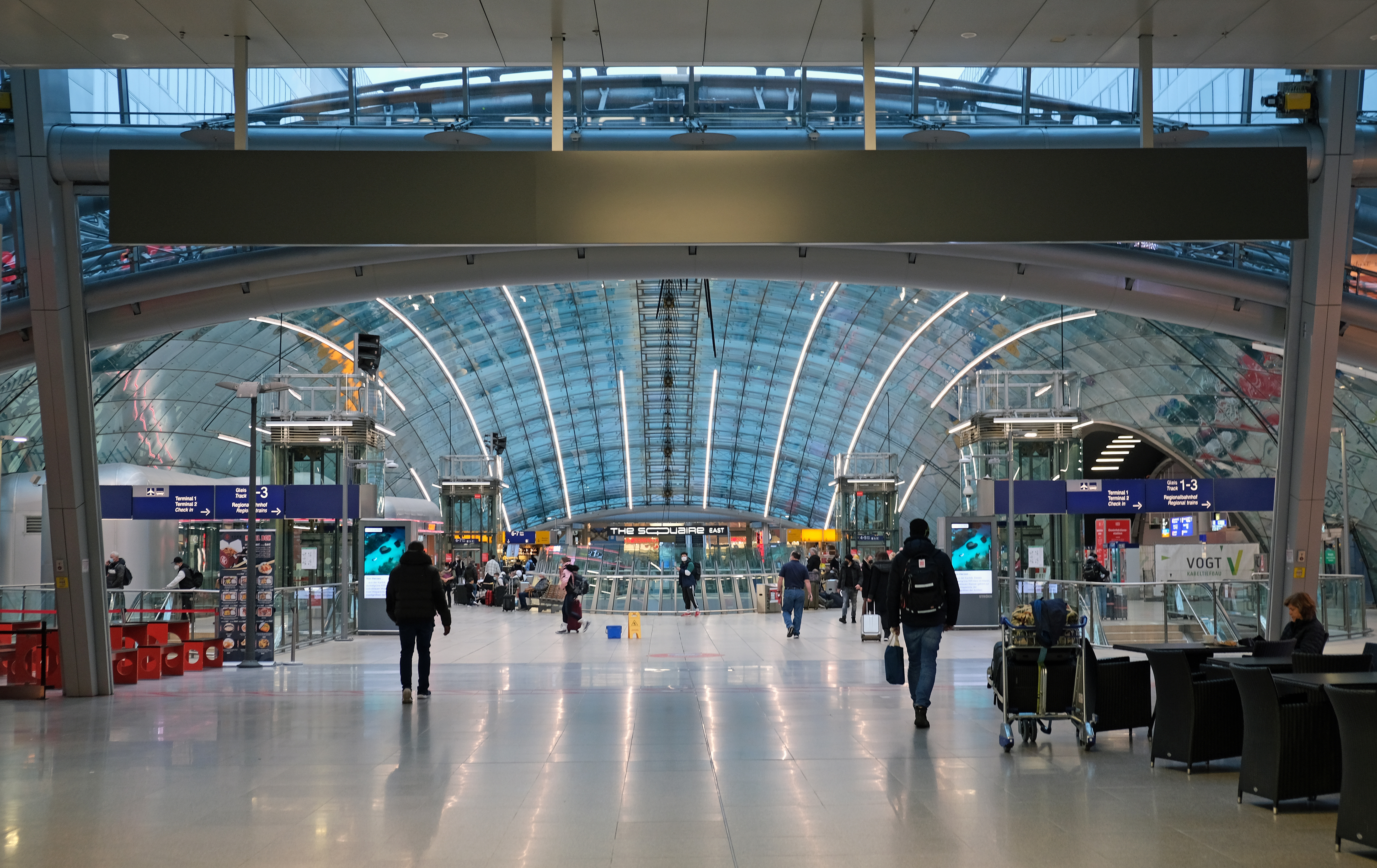
Die Verteilerebene
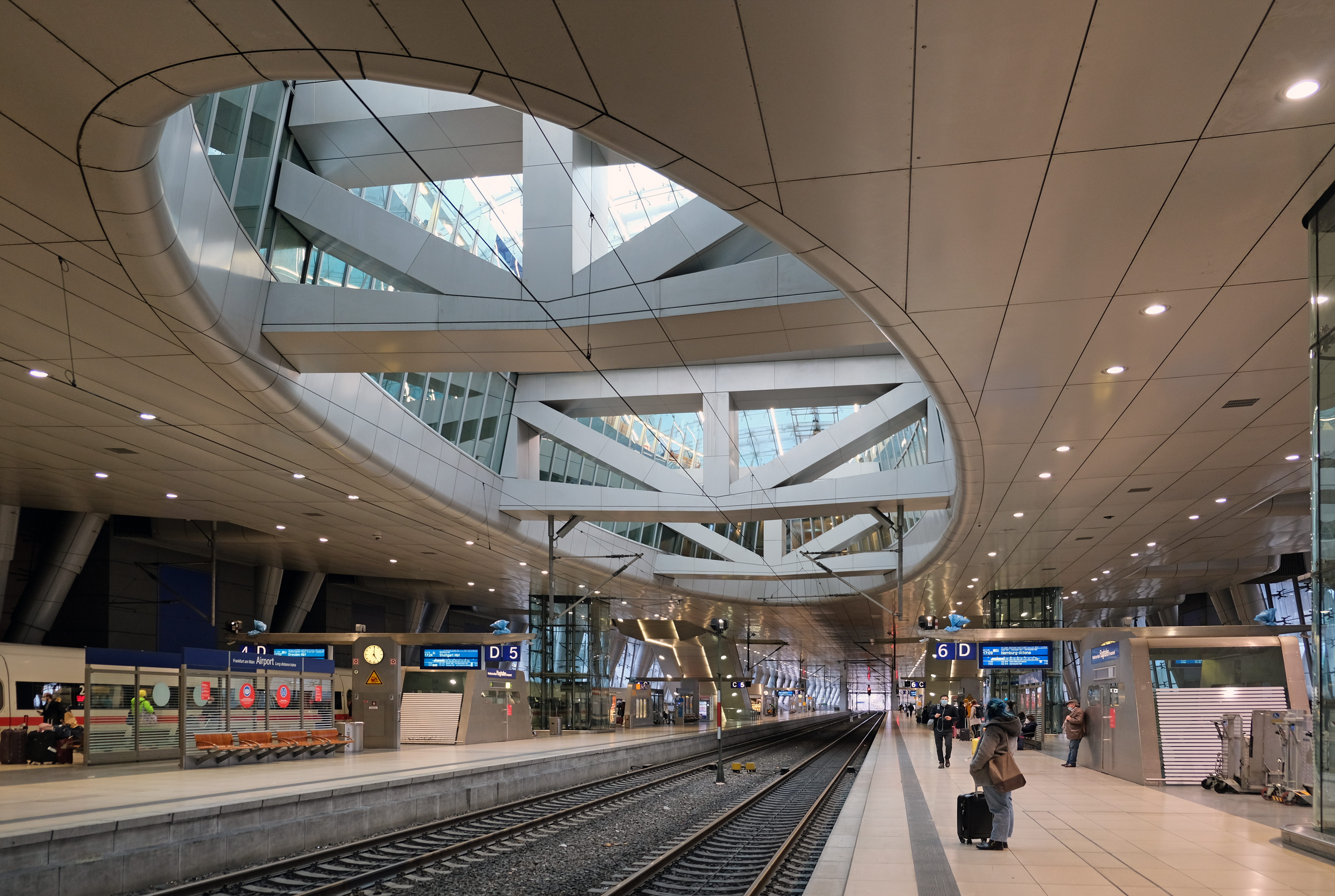
Mittelbahnsteige (1)
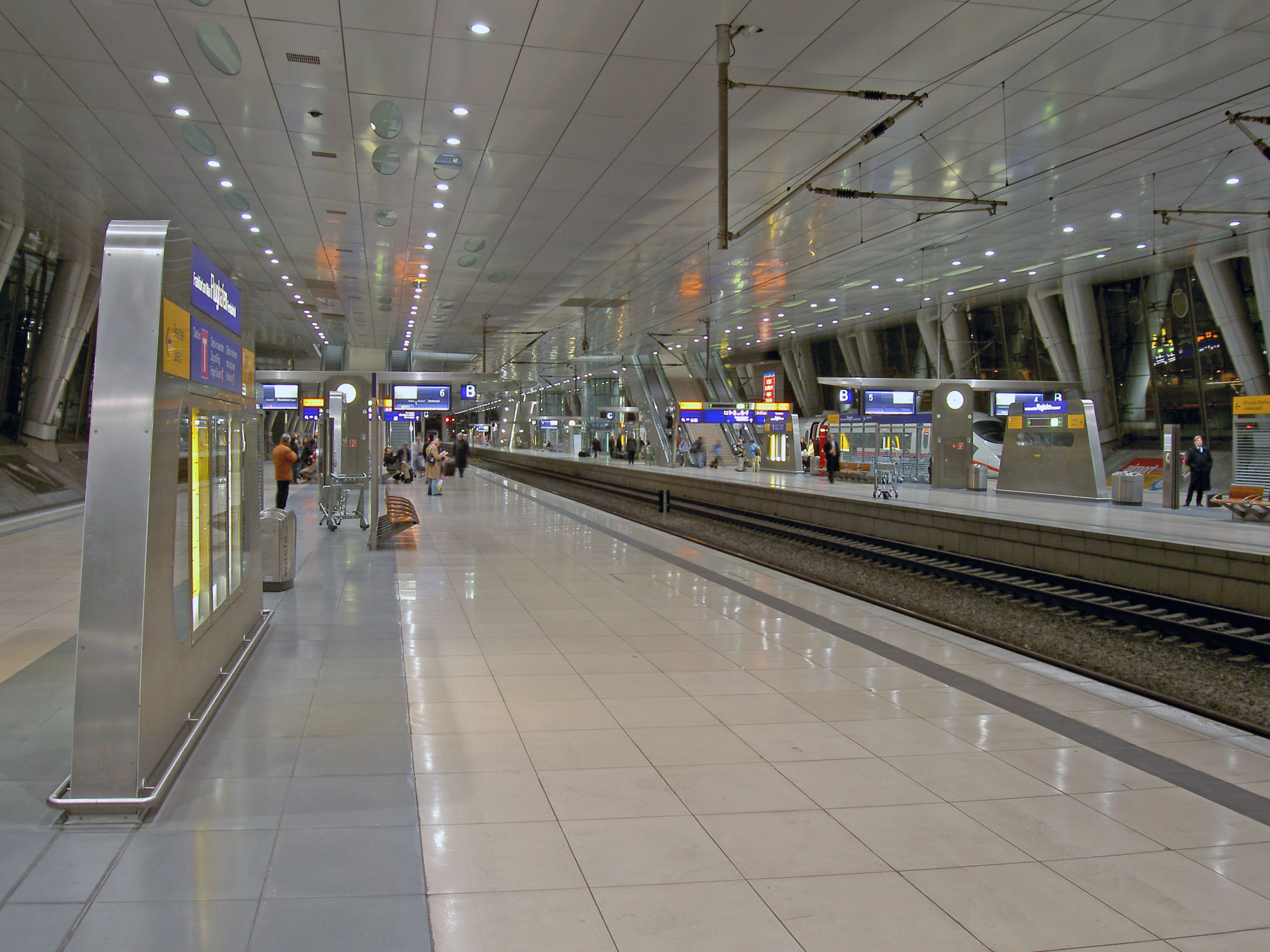
Mittelbahnsteige (2)
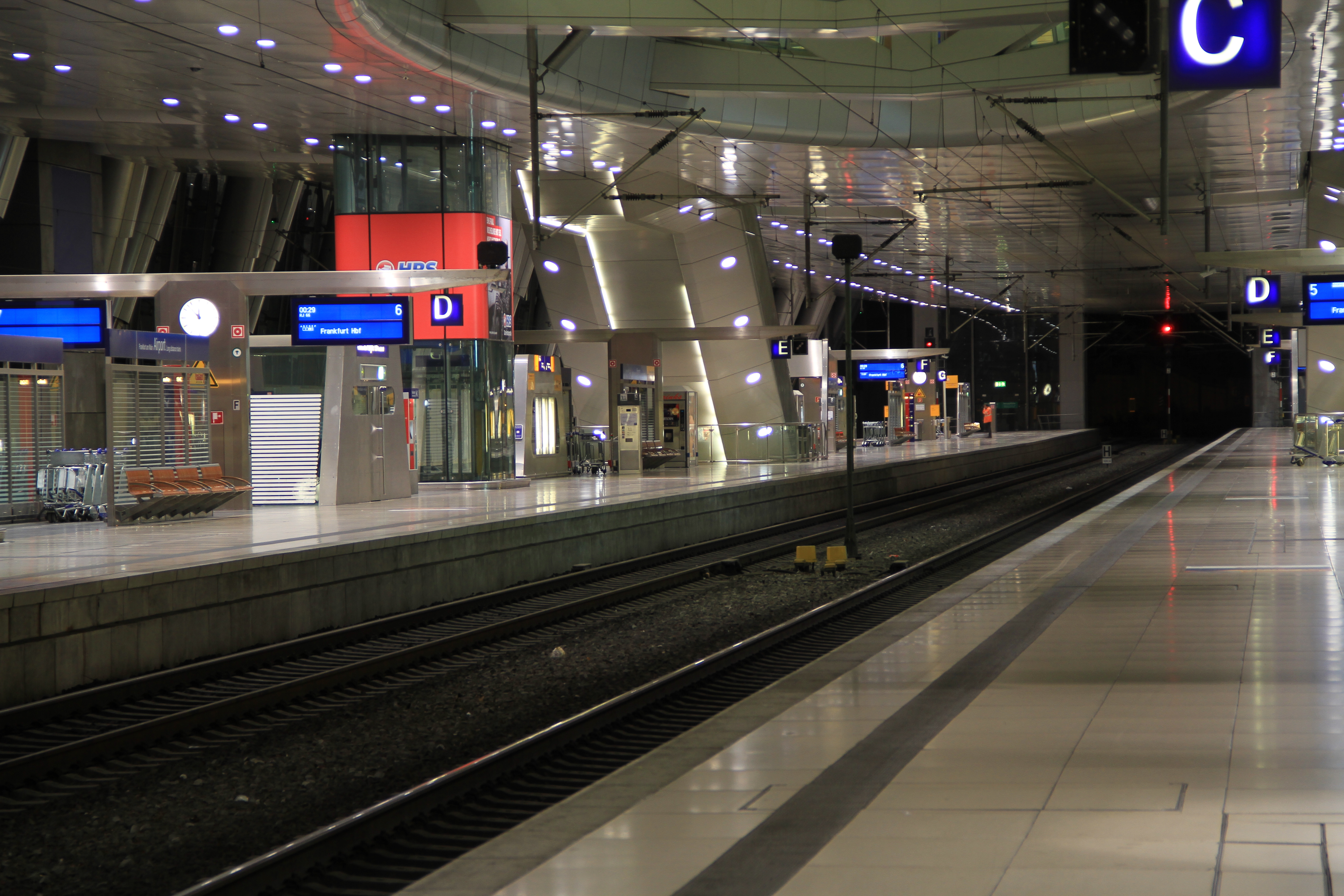
Mittelbahnsteige (3)

## Geschichte

### Frühe Planungen
Die in den 1970er Jahren geplante Neubaustrecke Köln–Groß-Gerau sollte, in ihrer rechtsrheinischen Variante, südöstlich am Flughafen vorbeiführen und die Autobahn 3 im Bereich des Wiesbadener Kreuzes queren. In ihrer linksrheinischen Variante war eine großräumige Führung über Wiesbaden und Mainz vorgesehen. Frankfurt am Main sollte in beiden Varianten über Verbindungskurven zu bestehenden Strecken angebunden werden. Das Neubaustreckenprojekt wurde 1978 verworfen und Mitte der 1980er Jahre in veränderter Form als Neubaustrecke Köln–Rhein/Main wieder aufgenommen.
Der 1972 unter dem Zentralen Terminal eröffnete Flughafenbahnhof sollte ursprünglich nur dem Nahverkehr dienen, war jedoch bereits für Fernverkehr ausgelegt. Später hielten hier auch Intercity-Züge und der Lufthansa-Airport-Express. Eigentlich war für den Fernverkehr jedoch ein eigener Bahnhof geplant: Etwa 300 Meter weiter nördlich, zwischen der Bundesautobahn A 3 und der Bundesstraße 43. In diesem Bereich entstand letztlich der Fernbahnhof.

### Hintergrund
Mit 7,6 Millionen Reisenden im Jahr 1989 galt die Kapazität des bestehenden Flughafenbahnhofs im Jahr im Wesentlichen als ausgereizt. Eine weitere Steigerung des Fern-, Regional- und S-Bahn-Verkehrs an der Station galt als kaum möglich.
1996 reisten von werktäglich 66.500 Fluggästen etwa 8.200 (12,3 Prozent) mit dem Fernverkehr zum Flughafen an, davon nutzten wiederum 4.000 den Nahverkehr zwischen Frankfurt Hauptbahnhof und Frankfurt Flughafen. Die übrigen Fluggäste reisten vor allen Dingen mit dem Auto an (44.200, 66,5 %), daneben auch mit Bussen und Nahverkehrszügen (zusammen 10.300, 15,5 %) sowie Reisebussen (3.800, 5,7 %).

### Planung
Im Rahmen der Planung der Neubaustrecke Köln–Rhein/Main wurde eine Lösung gesucht, um den Fernverkehr der Strecke an den Flughafen anzubinden. Ursprünglich sollte der Regionalbahnhof im Rahmen des Neubaustrecken-Projektes um ein viertes Gleis erweitert werden. Trotz der hohen Kosten des Eingriffs in das bestehende Gebäude rechnete man damit, dass die Kapazitäten mittelfristig nicht ausreichend sein würden. Andere Überlegungen sahen vor, einen zusätzlichen Bahnhof unter dem bestehenden Gebäude zu errichten. Nachdem eine Durchführbarkeitsstudie zu einem positiven Ergebnis gekommen war, fiel die Entscheidung aufgrund der hohen Kosten gegen diese Variante. Der Vorstand der damaligen Bundesbahn sprach sich im April 1990 für die Errichtung eines oberirdischen Fernbahnhofs aus. Die aus Kostengründen etwa 200 Meter vom Flughafenterminal entfernt vorgesehene Station sollte zu Baukosten von einer Milliarde DM bis 1997 errichtet werden. Bei ausreichender Verkehrsnachfrage sollte die neue Station auch dem Nahverkehr aus Richtung Süden dienen.
Geprüft wurde daraufhin die Errichtung eines neuen Bahnhofs zwischen A 3 und B 43 für den Fern- sowie, falls wirtschaftlich und durch Nachfrage begründbar, für den Regionalverkehr Richtung Mannheim. Auch für die großräumige Anbindung des Flughafenbahnhofs an die Neubaustrecke wurden zwei Varianten untersucht. Geprüft wurde – neben der realisierten Streckenführung entlang der A 3 über Mönchhof – eine Streckenführung am südlichen Stadtrand Kelsterbachs mit Einschwenken neben die (nördlich verlaufende) Strecke Mainz–Kelsterbach–Frankfurt. Eine Verbindung mit der Strecke Mainz–Frankfurt war in beiden Fällen vorgesehen. Die Bundesbahn stufte die (nicht realisierte) Alternative als für die Betriebsabwicklung günstiger ein. Für die (realisierte) Mönchhof-Variante sprachen dagegen geringere Belastungen für Kelsterbach und eine höhere Umweltverträglichkeit. Durch die Errichtung von Verbindungskurven zwischen der Neubau- und der Mainzer Strecke konnten die betrieblichen Nachteile der realisierten Mönchhof-Variante gemildert werden.
Das Planfeststellungsverfahren für den Flughafen-Fernbahnhof und den Abschnitt am Frankfurter Kreuz (zusammen als Abschnitt 36 bezeichnet) wurde im April 1994 als erstes von rund 50 Planfeststellungsverfahren der Neubaustrecke eingeleitet.

#### Erwartetes Verkehrsaufkommen
Nach dem Planungsstand von Dezember 1997 wurden für das Jahr 2010 7 Linien des Fernverkehrs und 144 Zughalte pro Tag im Fernbahnhof erwartet, zuzüglich weiterer Züge zur Abdeckung von Nachfragespitzen. Die Zahl der mit dem Eisenbahn-Fernverkehr anreisenden Fluggäste sollte von 12,3 Prozent im Jahr 1996 auf 22,4 Prozent (22.400) im Jahr 2010 steigen, die Quote der mit Bussen sowie Nahverkehrszügen anreisenden Fluggäste dagegen von 15,5 auf 14,8 % zurückgehen. Im Fernbahnhof wurden für das Jahr 2010 etwa 34.000 Reisende erwartet. Davon waren etwa 22.000 Reisende, die unmittelbar mit dem Flughafen zu tun haben (Fluggäste, Beschäftigte, Besucher, Kunden), die übrigen etwa 12.000 Reisenden sollten den Bahnhof nur zum Ein- und Ausstieg nutzen. Der im Rahmen von Frankfurt 21 umgebaute Frankfurter Hauptbahnhof sollte dagegen rund 60.000 werktägliche Reisende zählen.

### Bau
Das Projekt wurde von Deutscher Bahn und Flughafen AG gemeinsam realisiert. Die Bauarbeiten in dem Streckenabschnitt begannen im Dezember 1995. Im September 1996 vergab die Deutsche Bahn die ersten Aufträge für den Bau des Fernbahnhofs, einschließlich der Strecke im Bahnhofsbereich, des Übergabebereichs und der Fluggastabfertigung. Die Deckenplatte der Station war dabei bereits für eine Überbauung vorgesehen, wobei über eine konkrete Nutzung noch nicht entschieden war.
Die Grundsteinlegung fand am 1. Oktober 1997 statt. Zu den Gästen zählten Bundesverkehrsminister Wissmann, der hessische Ministerpräsident Eichel, die Frankfurter Oberbürgermeisterin Roth, Bahnchef Johannes Ludewig sowie der Vorsitzende der Flughafengesellschaft FAG, Wilhelm Bender. Der Grundstein, der in das Fundament eines Stahlträgers eingelassen wurde, enthält einen Münzsatz von 1997, drei Frankfurter Tageszeitungen sowie ein Dokument zur Grundsteinlegung.
Etwa 300 Mitarbeiter waren auf der Baustelle beschäftigt. Die Bauarbeiten sollten (Stand: Mitte 1999) im Mai 2000 abgeschlossen werden. Zur Inbetriebnahme 1999 war insbesondere das Übergangsbauwerk noch nicht fertiggestellt.
Für den Bau (einschließlich zwei Kilometer der Strecke) wurden 400.000 Kubikmeter Boden ausgehoben sowie 100.000 Kubikmeter Beton und 2,5 Kilometer Bohrpfähle verbaut.
Als Bauherr fungierte die Deutsche Bahn AG. Gebaut wurde der Bahnhof von einer Arbeitsgemeinschaft aus Bilfinger Berger, Wayss & Freytag und Stahlbau Plauen.

### Kosten und Finanzierung
Die Baukosten beliefen sich auf 225 Millionen Euro, darunter 44,5 Millionen für die Dachkonstruktion. Der Anteil des Bundes lag laut eigenen Angaben von 2007 bei 97,5 Millionen Euro. Laut eigenen Angaben von 2014 beteiligte sich der Bund dagegen im Rahmen einer Finanzierungsvereinbarung mit einem Höchstbetrag von 100 Millionen DM. Darüber hinausgehende Kosten hätte die Deutsche Bahn mit Eigenmitteln zu tragen gehabt. Die tatsächlichen Kosten des Flughafen-Fernbahnhofs seien der Bundesregierung nicht bekannt.
Die Flughafen AG wendete 257 Millionen D-Mark (Stand: 1998) für das Check-in-Terminal auf. Darin sind auch die Kosten für das Dach enthalten. Die Baukosten lagen 30 Millionen D-Mark über dem ursprünglich geplanten Wert. Als Ursachen für die Teuerung wurden unvorhergesehene Schwierigkeiten beim Bau, ein Brand und nachträglich verbesserte Serviceleistungen angegeben.
Die Flughafen Frankfurt am Main AG stellte das Grundstück und finanzierte den Ausbau der gesamten Infrastruktur mit Ausnahme des unmittelbaren Bahnhofsbereiches. Dabei fielen Kosten für den Ausbau des Terminals und der Anbindung des Bahnhofs in Höhe von zusammen 170 Millionen D-Mark an, für konstruktive Vorleistungen für die später vorgesehene Bebauung in Höhe von 87 Millionen Euro. Die Kosten für den unmittelbaren Bahnhofsbereich in Höhe von 153 Millionen D-Mark wurden zu zwei Dritteln vom Bund und zu einem Drittel von der Deutschen Bahn AG übernommen.
Laut Angaben der Deutschen Bahn sei es bei dem Projekt zu Kostenerhöhungen in einem nicht unbedeutenden Ausmaß gekommen.

### Inbetriebnahme
Als erster Zug verkehrte Ende November 1998 ein Arbeitszug mit geladenen Gästen vom Bahnhof Zeppelinheim über den Flughafen-Fernbahnhof in den Tunnel.
Nach einem mehrwöchigen Probebetrieb wurde die symbolische Eröffnung am 27. Mai 1999 gefeiert. Bundesverkehrsminister Müntefering, Bahnchef Ludewig und FAG-Vorstandsvorsitzender Bender und weitere geladene Gäste fuhren in einem ICE T in den Bahnhof ein. Frankfurts Oberbürgermeisterin Roth und der hessische Verkehrsminister Posch wohnten der Zeremonie bei.
Als erster fahrplanmäßiger Zug fuhr am 30. Mai 1999 der Intercity IC 537 „Moritzburg“ um 05:37 Uhr in den Fernbahnhof ein. Die Deutsche Bahn rechnete zunächst mit fünf Millionen Fahrgästen pro Jahr. Nach Fertigstellung der Schnellfahrstrecke nach Köln (2002) sollte diese Zahl auf neun Millionen jährliche Fahrgäste steigen. Dies entsprach einer Vervierfachung der bis dahin am Flughafen-Regionalbahnhof gemessenen Fahrgastzahl. Eine Studie aus den 1990er Jahren erwartete, dass im Jahr 2002 zusätzliche 919.000 Fahrgäste mit dem Zug statt mit Auto bzw. Taxi zum Flughafen anreisen und rund 1,3 Millionen Fluggäste statt mit Kurzstreckenflügen mit dem Zug zum Flughafen anreisen würden.
Ab Inbetriebnahme des Bahnhofs wurden zunächst je zwei ICE- und IC-Linien im Ein- bzw. Zweistundentakt über den neuen Bahnhof geführt. Täglich bedienten zunächst 83 Züge den zwischen 5:00 und 0:30 Uhr in Betrieb befindlichen Bahnhof. Zur Inbetriebnahme noch nicht fertiggestellt war der Check-In-Bereich, bei dem es nach einem Großbrand im November 1998 zu Bauverzögerungen gekommen war.
Durch die Eröffnung des Bahnhofs vervierfachte sich die Kapazität für Fernverkehrszüge am Flughafen, während sich durch die weitgehende Verlagerung des Fernverkehrs im Regionalbahnhof die Kapazität für S-Bahn- und Regionalverkehr verdoppelte.
Der Bahnhof nimmt seither den über den Flughafen Frankfurt führenden Fernverkehr auf, während der 1972 in Betrieb genommene, dreigleisige Regionalbahnhof nur noch den Regional- und S-Bahn-Verkehr aufnimmt. Zwischen 1985 und 1999 war der Regionalbahnhof an das Intercity- und spätere Intercity-Express-Netz angebunden. Nur nachts, während der Fernbahnhof geschlossen ist, verkehren einzelne Fernzüge heute über den Regionalbahnhof. Die mit Eröffnung des Fernbahnhofs freiwerdenden Kapazitäten des Regionalbahnhofs ermöglichen ein verbessertes Regionalzug- und S-Bahn-Angebot. Mit der vorzeitigen Inbetriebnahme des Südabschnitts zwischen Raunheimer Kurve und Frankfurter-Kreuz-Tunnel konnten Fernzüge bereits drei Jahre vor Eröffnung der Neubaustrecke im August 2002 den neuen Bahnhof nutzen.
Zur Inbetriebnahme des Fernbahnhofs lag der Anteil der mit der Bahn (über den heutigen Regionalbahnhof) anreisenden Fluggäste bei 14 Prozent. Im Frühjahr 2000 wurden rund 14.000 Reisende pro Tag gezählt. Im ersten Betriebsjahr nutzten rund 9.000 Reisende pro Tag den Bahnhof, 2008 waren es täglich 22.500.
Nach Eröffnung des Gebäudes wurde zeitweilig diskutiert, die Glaskuppel zu Gunsten einer weiteren Bebauung abzureißen. Aus Gründen des Brandschutzes wurde diese Option verworfen. Die 14-Millionen-D-Mark-Kuppel sollte bereits nach ursprünglichen Plänen in die Überbauung integriert werden.
Die Gestaltung des Gebäudes wurde 2003 mit einem Sonderpreis des Renault Traffic Design Award ausgezeichnet.

### Ausbau zu „The Squaire“

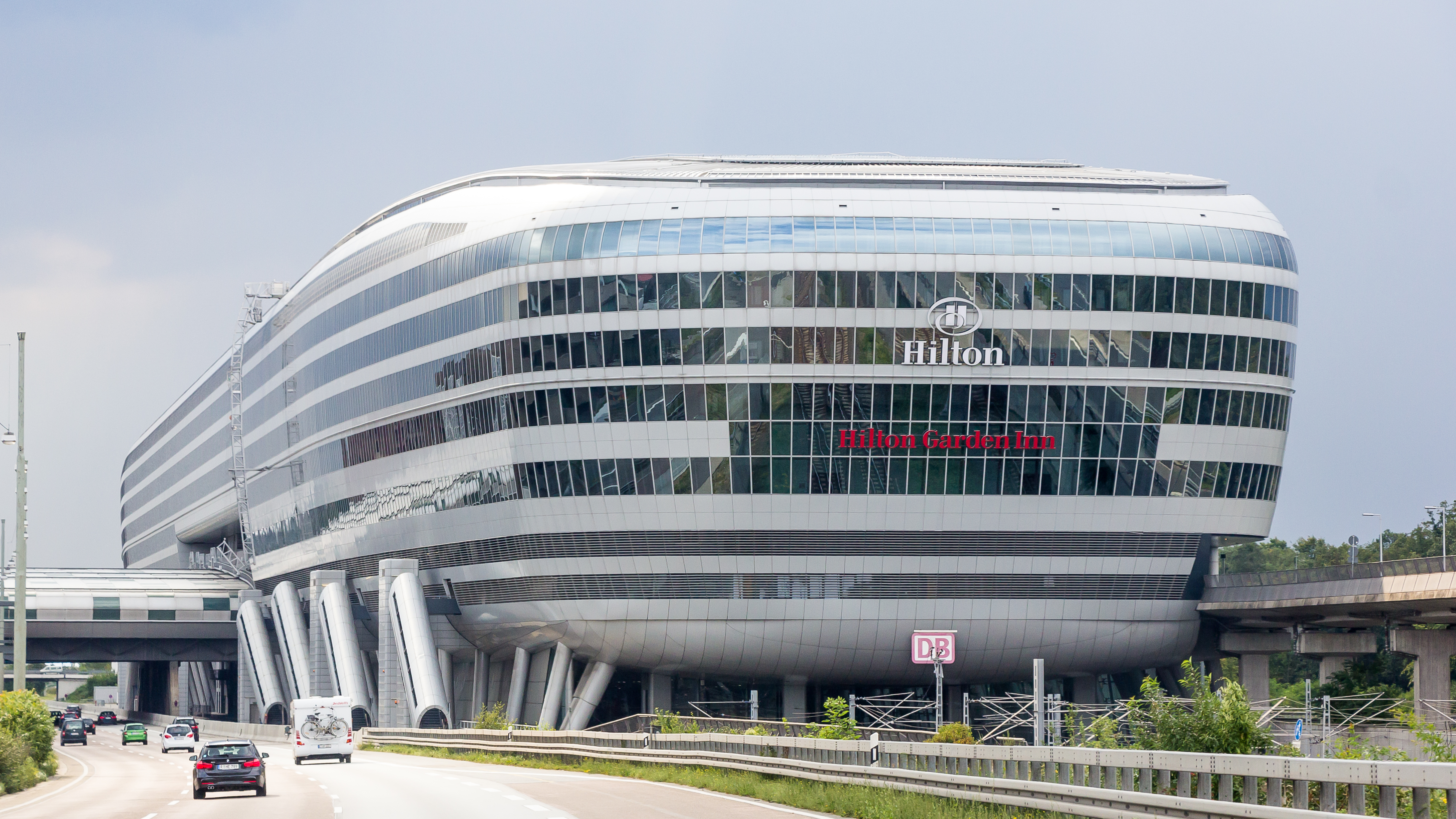
The Squaire, Ostseite

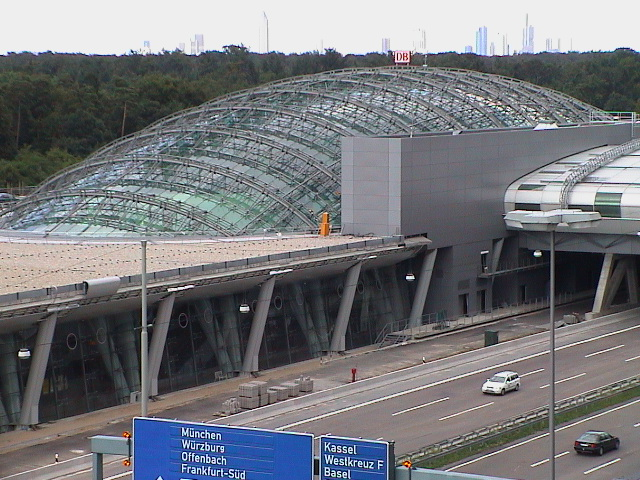
Ursprüngliches Dach mit Glaskuppel im Jahr 2000. Diese wurde 2010 in The Squaire integriert.

Am 1. März 2007 fand unter dem Projektnamen Frankfurt Airrail Center die Grundsteinlegung zur Bebauung der Deckenplatte über dem Bahnhof statt. Zwischenzeitlich wurde der neungeschossige Komplex mit über acht Hektar Bürofläche, 583 Hotelzimmern, Gastronomie und Einzelhandel bei Baukosten von rund 1,25 Milliarden Euro in „The Squaire“ umbenannt. Die Glaskuppel bleibt im Zentrum erhalten und ist an den Stirnseiten an die Foyers des Hotels und des Bürotraktes angeschlossen. Die Eröffnung war ursprünglich für Herbst 2009 geplant, verzögerte sich jedoch bis Anfang 2011. Im Frühjahr 2011 wurde der Komplex fertiggestellt.
20 Bewerber hatten sich 1998 um die Bebauung des Fernbahnhofs beworben. Nach einer Präqualifikation hatten sich schließlich sieben Investorengruppen um die Realisierung beworben. Im März 1999 wählte eine international besetzte Auswahlkommission schließlich zwei Unternehmen für die Endausscheidung aus: De-Pfa-Immobilienmanagement (Wiesbaden) und TERCON Immobilien Projektentwicklungs GmbH (München). Eine Machbarkeitsstudie sah je nach Nutzungskonzept die Möglichkeit, zwischen 3400 und 4000 neue Arbeitsplätze in dem Gebäude zu schaffen.

## Betrieb
Derzeit wird der Bahnhof von den folgenden dreizehn  Intercity-Express-Linien, drei Intercity-Linien, Nightjet-Züge und einer Regionalbahn-Linie angefahren:
| Linie    | Strecke | Taktfrequenz                                                        |
| -------- | --- | ------------------------------------------------------------------- |
| ICE 11   | München – Augsburg – Ulm – Stuttgart – Frankfurt Flughafen – Fulda – Göttingen – Hannover – Hamburg-Altona | einzelne Züge nachts                                                |
| ICE 13   | Berlin – Wolfsburg – Braunschweig – Hildesheim – Göttingen – Kassel-Wilhelmshöhe – Fulda – Frankfurt Süd – Frankfurt Flughafen | Zweistundentakt                                                     |
| ICE 20   | Kiel – Hamburg – Hannover – Göttingen – Kassel-Wilhelmshöhe – Frankfurt – Frankfurt Flughafen – Mainz – Wiesbaden | ein Zug                                                             |
| ICE 22   | (Kiel –) Hamburg – Hannover – Göttingen – Kassel-Wilhelmshöhe – Frankfurt – Frankfurt Flughafen – Mannheim – Stuttgart | Zweistundentakt                                                     |
| ICE 25   | Hamburg-Altona – Hamburg Hbf – Hannover Hbf – Göttingen – Kassel-Wilhelmshöhe – Frankfurt (Main) Hbf – Frankfurt Flughafen – Mainz Hbf – Wiesbaden Hbf | Ein Zug                                                             |
| ICE 41   | (Dortmund – Bochum –) Essen – Duisburg – Düsseldorf – Köln Messe/Deutz – Frankfurt Flughafen – Frankfurt – Würzburg – Nürnberg – München | Stundentakt                                                         |
| ICE 42   | (Hamburg - Münster –) Dortmund – Bochum – Essen – Duisburg – Düsseldorf – Köln – Siegburg/Bonn – Frankfurt Flughafen – Mannheim – Stuttgart – Augsburg – München | Zweistundentakt                                                     |
| ICE 43   | (Hamburg – Dortmund – Hagen – Wuppertal – Solingen –) Köln – Frankfurt Flughafen – Mannheim – Karlsruhe – Freiburg – Basel | Zweistundentakt                                                     |
| ICE 47   | Münster/Dortmund – Bochum – Essen – Duisburg – Düsseldorf – Köln Messe/Deutz – Frankfurt Flughafen – Mannheim – Stuttgart | Zweistundentakt                                                     |
| ICE 49   | Köln – (Köln/Bonn Flughafen –) Siegburg/Bonn – Montabaur – Limburg Süd – Frankfurt Flughafen – Frankfurt | einzelne Züge                                                       |
| ICE 50   | Dresden – Riesa – Leipzig – Erfurt – Gotha – Eisenach – Bad Hersfeld – Fulda – Frankfurt – Frankfurt Flughafen – Mainz – Wiesbaden | Zweistundentakt                                                     |
| ICE 78   | Amsterdam – Arnhem – Duisburg – Düsseldorf – Köln – Frankfurt Flughafen – Frankfurt | Zweistundentakt                                                     |
| ICE 79   | Bruxelles-Midi – Liège-Guillemins – Aachen – Köln – Frankfurt Flughafen – Frankfurt | Zweistundentakt                                                     |
| ICE 91   | Dortmund – Essen – Duisburg – Düsseldorf – Köln – Frankfurt Flughafen – Frankfurt – Würzburg – Nürnberg – Regensburg – Passau – Linz – Wien – Wien Flughafen | zwei Zugpaare                                                       |
| IC 30    | Hamburg – Bremen – Münster – Dortmund – Essen – Duisburg – Düsseldorf – Köln – Bonn – Koblenz – Frankfurt Flughafen – Frankfurt | ein Zugpaar                                                         |
| IC 32    | Dortmund – Essen – Duisburg – Düsseldorf – Köln – Bonn – Koblenz – Frankfurt Flughafen – Frankfurt – Mannheim – Heidelberg – Stuttgart | einzelne Züge                                                       |
| IC 34    | Stuttgart – Ludwigsburg – Pforzheim – Karlsruhe – Bruchsal – Wiesloch-Walldorf – Heidelberg – Mannheim – Frankfurt Flughafen – Frankfurt – Bad Nauheim – Wetzlar – Dillenburg – Siegen – Siegen-Weidenau – Kreuztal – Lennestadt-Altenhundem – Lennestadt-Grevenbrück – Finnentrop – Plettenberg – Werdohl – Altena – Iserlohn-Letmathe – Witten – Dortmund | Mo–Fr: ein Zug (nachts)                                             |
| NJ 40421 | Amsterdam CS – Arnhem CS – Düsseldorf Hbf. – Köln Hbf. – Bonn (Beuel) – Mainz Hbf. – Frankfurt Flughafen – Nürnberg Hbf. – Passau Hbf. – Linz Hbf. – St. Pölten Hbf. – Wien Meidling – Wien Hauptbahnhof | nicht täglich: ein Zug zusammen im Zugverbund NJ 421                |
| NJ 421   | Amsterdam CS – Arnhem CS – Düsseldorf Hbf. – Köln Hbf. – Bonn (Beuel) – Mainz Hbf. – Frankfurt Flughafen – Nürnberg Hbf. – Augsburg Hbf. – Rosenheim – Wörgl Hbf. – Innsbruck Hbf. | nicht täglich: ein Zug zusammen mit Kurswagen vom NJ 40421          |
| NJ 40490 | Wien Hbf. – Wien Meidling – St. Pölten Hbf. – Linz Hbf. – Passau Hbf. – Nürnberg Hbf. – Frankfurt Flughafen – Mainz Hbf. – Bonn (Beuel) – Köln Hbf. – Düsseldorf Hbf. – Arnhem CS – Amsterdam CS | nicht täglich: ein Zug zusammen im Zugverbund NJ 420                |
| NJ 50490 | Wien Hbf. – Wien Meidling – St. Pölten Hbf. – Linz Hbf. – Passau Hbf. – Nürnberg Hbf. – Frankfurt Flughafen – Mainz Hbf. – Bonn (Beuel) – Aachen Hbf. – Liège-Guillemins – Bruxelles Nord – Bruxelles Midi | nicht täglich: ein Zug zusammen im Zugverbund NJ 420                |
| NJ 420   | Innsbruck Hbf. – Wörgl Hbf. – Rosenheim – Augsburg Hbf. – Nürnberg Hbf. – Frankfurt Flughafen – Mainz Hbf. – Bonn (Beuel) – Köln Hbf. – Düsseldorf Hbf. – Arnhem CS – Amsterdam CS | nicht täglich: ein Zug zusammen mit Kurswagen NJ 40490 und NJ 50490 |
| RB 58    | Rüsselsheim Opelwerk – Frankfurt Flughafen – Frankfurt Süd – Maintal Ost – Hanau – Aschaffenburg – Laufach | Stundentakt                                                         |

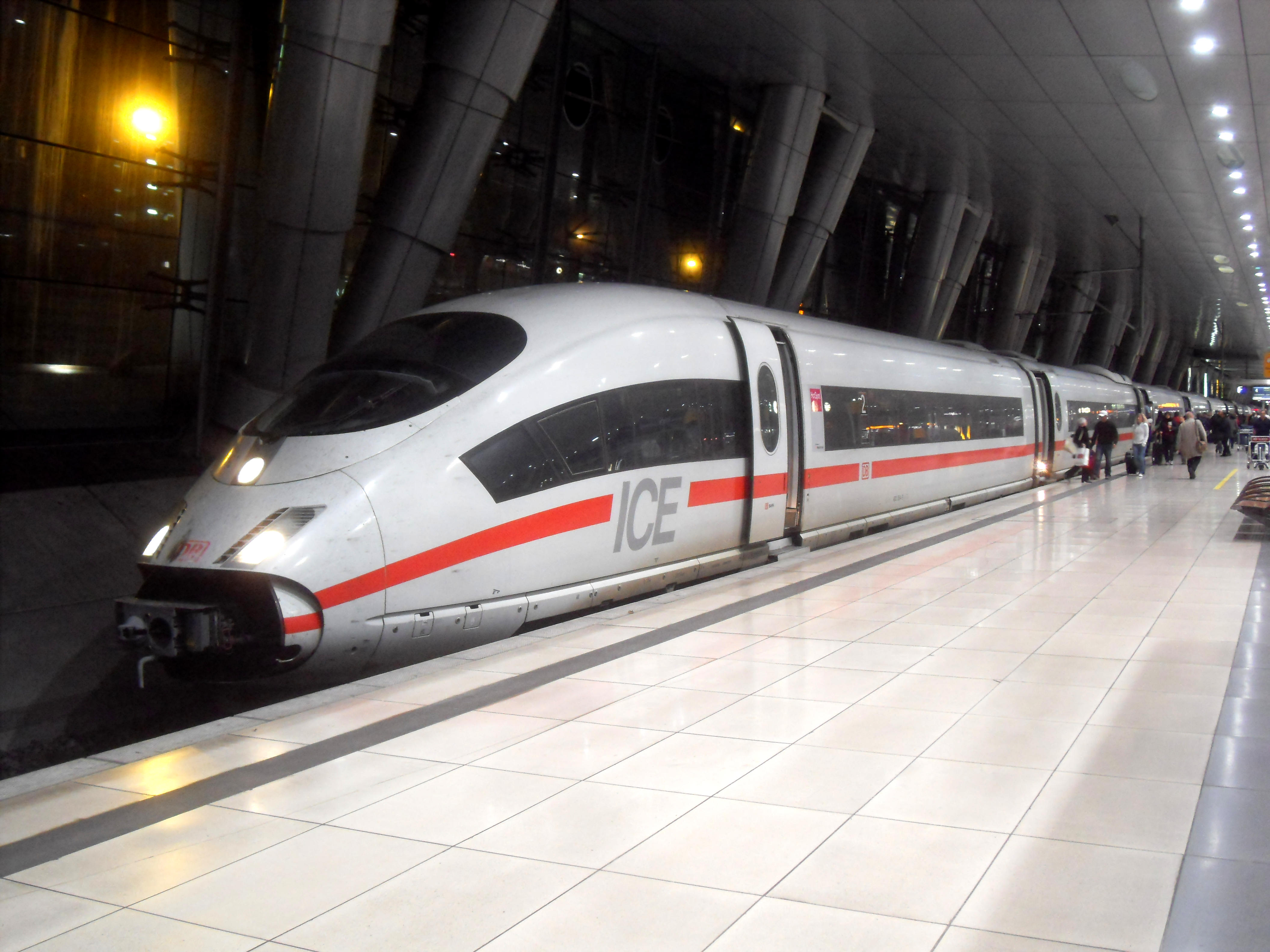
Ein ICE 3 hält am Gleis 4 (2009)

In den ersten Betriebsmonaten bedienten 1999 planmäßig fünf Fernverkehrslinien mit 84 Zügen pro Tag den neuen Bahnhof:
- Hannover – Frankfurt – Stuttgart (Zweistundentakt)
- (Berlin –) Hannover – Dortmund – Duisburg – Köln – Würzburg – Nürnberg (Zweistundentakt)
- Dresden – Hannover – Köln – Nürnberg – Passau – Linz – Wien (Zweistundentakt)
- Hamburg – Münster – Dortmund – Duisburg – Köln – Mannheim – Basel – Schweiz (Stundentakt)

Im Jahresfahrplan 2006 fuhren mit dem ICE-Sprinter-Zugpaar ICE 1110/1111 (Stuttgart–Köln) erstmals Züge an dem Bahnhof ohne Halt durch.
Im Fahrplanjahr 2007 bedienten mit Ausnahme der ICE-Linie 45 (die über Wiesbaden Hauptbahnhof verkehrt) sowie eines ICE Sprinters alle sieben über die Neubaustrecke führenden ICE-Linien den Flughafen-Fernbahnhof (neben weiteren ICE- und IC-Linien).
Von den Fluggästen des Frankfurter Flughafens reisen 16 Prozent per ICE an (Stand: 2009).
Nach Inbetriebnahme des Flughafenbahnhofs wurden Kurzstreckenflüge von Stuttgart, Köln/Bonn und Düsseldorf nach Frankfurt eingestellt.
Im Dezember 2017 wurde eine neue zweistündliche ICE-Linie 13 von Frankfurt Flughafen über Frankfurt-Süd, Kassel und Braunschweig nach Berlin eingeführt, als Kompensation für die Verlegung der bis dahin von Frankfurt (Main) Hauptbahnhof nach Berlin verkehrenden Linie auf die Neubaustrecke zwischen Leipzig und Erfurt.
2021 wurden im Streckenabschnitt nördlich des Bahnhofs 92 bzw. 94 Zugfahrten pro Tag und Richtung gezählt.
Im Zuge der „Generalsanierung“ der Riedbahn wurden auf der Verbindungskurve Zeppelinheim zusätzliche Mehrabschnittssignale Richtung Mannheim aufgestellt. Durch diese Blockverdichtung kann die kürzestmögliche Zugfolge zwischen Flughafen-Fernbahnhof und der Riedbahn Richtung Mannheim um rund eine halbe Minute verkürzt werden.

## Technik
Ein Alleinstellungsmerkmal der Bahnhofshalle ist die Klimatisierung. An beiden Enden des Bahnhofsgebäudes wurde ein Belüftungssystem eingerichtet. Diese Lüfter werden bei Ein- und Ausfahrten von Zügen aktiviert und dienen dazu, die Innentemperatur konstant zu halten und Luftzüge zu vermeiden.
Die Gleisanlagen des Bahnhofs wurden, im Gegensatz zum angrenzenden Frankfurter-Kreuz-Tunnel sowie dem Schnellfahrabschnitt der Neubaustrecke, nicht in Fester Fahrbahn, sondern in konventionellem Schotteroberbau ausgeführt.
Die Ausfahrsignale Richtung Köln liegen bei Streckenkilometer 170,734, die Richtung Mannheim/Frankfurt Hauptbahnhof bei Kilometer 171,219. Gedeckt wird der Bahnhof durch Einfahrsignale bei Kilometer 169,739 bzw. 171,606. Zwischen den westlichen Ein- und Ausfahrsignalen liegt ein Gleiswechsel mit vier Weichen (Mitte bei Kilometer 170,200), auf dem zwischen den beiden durchgehenden Hauptgleisen gewechselt werden kann. Zwischen den östlichen Ausfahrsignalen und Kilometer 171,606 liegen zwischen den vier Gleisen jeweils drei Gleiswechsel mit jeweils vier Weichen (V-Form). Der Bahnhof ist mit Ks-Signalen ausgestattet und wird über das ESTW Frankfurt Flughafen, Bauform Thales, gesteuert, welches von der Betriebszentrale Frankfurt bedient wird. Alle Gleise sind mit Linienzugbeeinflussung (LZB) ausgerüstet.